# Сан Мартино деј Мулини (Римини)
Сан Мартино деј Мулини је насеље у Италији у округу Римини, региону Емилија-Ромања.
Према процени из 2011. у насељу је живело 1153 становника. Насеље се налази на надморској висини од 46 м.